# Frank Romero
Frank Romero (ロメロ・フランク Romero Frank?), född 19 augusti 1987 i Lima, är en japansk fotbollsspelare.
Romero började sin karriär 2011 i Mito HollyHock. Han spelade 72 ligamatcher för klubben. 2013 flyttade han till Montedio Yamagata. Han spelade 96 ligamatcher för klubben. Han gick tillbaka till Mito HollyHock 2016. 2017 flyttade han till Albirex Niigata. 2018 flyttade han till FC Machida Zelvia.